# Gert Verhulst
Gert Tony Hubert Verhulst (Berchem, 24 januari 1968) is een Belgische mediaondernemer, televisieproducent, presentator, acteur en zanger. Verhulst is met name bekend vanwege zijn rol als Gert in het televisieprogramma Samson en Gert. Daarnaast is hij een van de oprichters van het productiehuis Studio 100.

## Biografie

### Vroege carrière
In 1987 ging Verhulst als presentator voor de Belgische openbare omroep BRT werken. Met Kerstmis 1989 werd hij voor het eerst vergezeld door Samson, een fictieve hond waarvan de stem werd ingesproken door achtereenvolgens Danny Verbiest (1989-2005), Peter Thyssen (2005-2013) en Dirk Bosschaert (2013-heden). Oorspronkelijk was Samson alleen bedoeld om met de kerstdagen de kinderen op te vrolijken. De hond werd echter zo populair dat hij is gebleven. Op 2 september 1990 ging de televisieserie Samson en Gert van start.
Van 1992 tot en met 1997 presenteerde Verhulst het taalspel Zeg eens euh!. In 1997 stapte Verhulst over naar VTM en presenteerde daar Wat zegt u?. Hierna kwam Linx, met onder meer Jacques Vermeire, en in de zomer van 1998 presenteerde Verhulst een aantal weken AVRO's Sterrenslag, omdat presentator Herbert Bruynseels moest afhaken wegens ziekte. In de zomer van 1999 startte het dialectspelletje Watte?, met in het panel Walter De Donder, Wendy Van Wanten, Koen Crucke en Simonne Peeters.

### Studio 100
Hij richtte in 1996 samen met Danny Verbiest en Hans Bourlon Studio 100 op. Naast Samson en Gert zijn ook onder andere Kabouter Plop, Wizzy en Woppy, Big & Betsy, Bumba, Piet Piraat, Mega Mindy, Het Huis Anubis, Dobus, Spring en Amika creaties van Verhulst (Studio 100). Op 2 april 2019 maakte Verhulst bekend dat hij zou stoppen met zijn rol als Gert in Samson en Gert. Hij werd in zijn rol als baasje van Samson opgevolgd door zijn dochter, Marie Verhulst.
Ook stond Verhulst aan de wieg van musicals als Sneeuwwitje, Assepoester, Robin Hood en Doornroosje. In deze laatstgenoemde musical maakten de dames van K3 hun acteerdebuut.
In oktober 2006 verkocht Verhulst een deel van de aandelen van zijn productiehuis Studio 100 aan Fortis en werd daardoor officieel miljonair. Het productiehuis draaide in 2018 een omzet van 179,7 miljoen euro en boekte in dat jaar 68,7 miljoen euro winst.
In 2017 was Verhulst volgens verschillende nieuwsbronnen de rijkste zanger van Vlaanderen met een geschat vermogen van 56 miljoen euro.
In 2019 ontving hij, gedeeld met Hans Bourlon, een Ereteken van de Vlaamse Gemeenschap.
In 2021 bracht hij het soloalbum Zijn mooiste liedjes uit, met herwerkingen van liedjes die hij schreef voor Studio 100-reeksen.

### VIER, VTM en kookprogramma's
In het voorjaar van 2015 was Verhulst opnieuw te zien als presentator. Op VIER presenteerde hij Het zijn net mensen, waarin de kennis over het dierenrijk van twee gasten en twee vaste panelleden wordt getoetst. In 2016 liep het tweede seizoen van dat programma.
Later in 2015 werd hij presentator van het kookprogramma De Garde van Gert op Njam!.
In 2016 werd hij jurylid van Mijn Pop-uprestaurant (VTM) en presentator van de kookwedstrijd Chef in je oor (VIER), waarin twee topchefs elk iemand met weinig kookervaring via een oortje aansturen bij het bereiden van een hoogwaardig gerecht. In de zomer van dat jaar presenteerde hij dagelijks op VIER opnieuw Zeg eens euh!. In het najaar van 2016 was hij presentator van Het grootste licht, waarin hij geassisteerd werd door Ruth Beeckmans.
In oktober 2016 tekende hij een exclusiviteitscontract bij VIER. Vanaf 2017 presenteert hij er het laatavondpraatprogramma Gert Late Night. Daarnaast presenteerde hij voor VIER in 2018 en 2019 Dancing with the Stars en was hij een deelnemer aan het eerste seizoen eind 2019 van De Battle.
Vanaf januari 2021 is hij samen met zijn gezin te zien op VIER en Videoland in de realitysoap De Verhulstjes. Vanaf april 2021 was hij samen met James Cooke te zien in De Cooke & Verhulst Show, een vervolg op Gert Late Night.
In het najaar van 2022 nam hij deel aan De Allerslimste Mens ter Wereld en presenteerde hij De Tafel van Vier op Play4. Dat laatste programma werd in september 2023 hernoemd in De Tafel van Gert.

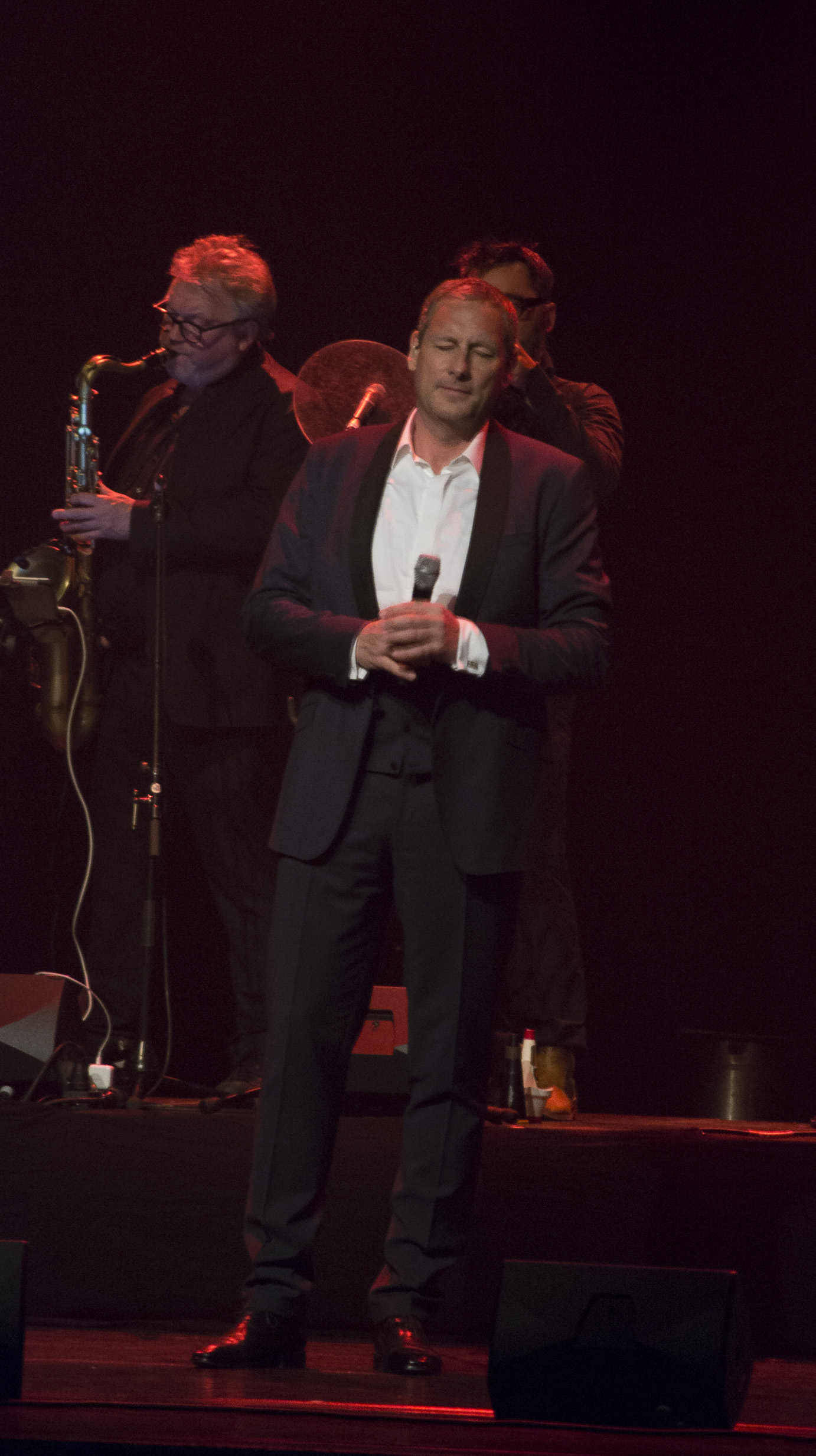
Verhulst in 2017 tijdens 'Pappie loop toch niet zo snel'

### Persoonlijk leven
Verhulst heeft twee kinderen, Viktor en Marie, uit zijn eerste huwelijk, dat strandde in 2003. Zijn dochter Marie acteert ook. Hij had nadien van 2005 tot 2007 een relatie met Karen Damen van meidengroep K3. Van 2008 tot 2011 had hij een relatie met Ellen Callebout, een restaurant-eigenares uit Blankenberge met wie hij sinds 2012 opnieuw samen is. Daarvoor in 2012 had Verhulst gedurende enkele maanden een relatie met Josje Huisman, toenmalig zangeres van K3. In mei 2019 hertrouwde hij na een relatie van 10 jaar met Callebout.

## Trivia
- Hij won in 2007 samen met Jelle Cleymans het tweede seizoen van Beste vrienden op Eén.
- Verhulst werd, samen met Hans Bourlon, door het Belgische weekblad Trends verkozen tot Manager van het Jaar 2008.
- In 2014 nam hij deel aan De Slimste Mens ter Wereld, nadat hij de uitnodiging van presentator Erik Van Looy voorgaande jaren al meermaals had afgewezen. Hij brak er het absolute record van aantal deelnames (hij was de eerste in twaalf seizoenen tijd die de elfde deelname overleefde). Hij keerde als laatste terug in de finaleweken en werd uiteindelijk derde. In 2019 en 2020 was hij jurylid in De Slimste Mens ter Wereld.
- In 2015 zat Verhulst in de vakjury van K3 zoekt K3, met Karen Damen, Kristel Verbeke en Josje Huisman.
- Gert Verhulst speelde een gastrol in het derde seizoen van Postbus X, aflevering Liefdesverdriet.
- In 2017 ontving Verhulst – samen met zijn zakenpartner Hans Bourlon – de Prijs voor de Vrijheid van de denktank Libera!.
- In 2017 toerde Verhulst door Vlaanderen met het programma Pappie loop toch niet zo snel, waarin hij samen met Jelle Cleymans, Jonas Van Geel en Maggie MacNeal Nederlandstalige levensliederen ten gehore brengt.
- In 2020 presenteerde hij samen met James Cooke drie uur lang de 1000 klassiekers op Radio 2.
- In februari 2020 was Verhulst als vervangend teamleider te zien in het RTL 4-programma Beste Kijkers.
- In 2021 was hij samen met zoon Viktor als papegaai te gast in de Nederlandse versie van The Masked Singer.
- In 2021 zat Verhulst in de vakjury van K2 zoekt K3, met Samantha Steenwijk, Natalia, Gordon en Ingeborg Sergeant.
- In 2022 was hij samen met zoon Viktor te zien in Het Jachtseizoen op SBS6.
- In 2024 werd hij ereburger van Koksijde. Verhulst woont in deelgemeente Oostduinkerke.[15]
- In 2024 speelde hij een cameo in het tweede seizoen van Assisen als presentator van De Tafel van Gert.
- Verhulst werd in 2024 columnist voor Het Nieuwsblad.[16]
- Vanaf 2024 presenteert Verhulst samen met zijn zoon Vik & Gert, een wekelijkse podcast die wordt geproduceerd door Tonny Media en GoPlay.
- In 2025 was Verhulst panellid in het Nederlandse televisieprogramma Wie van de Drie.